# 特库蒂战争
特库蒂戰爭（Te Kooti's War）被认为是19世纪新西兰土地战争的尾声。战争双方是毛利人精神領袖Te Kooti Arikirangi Te Turuki的追隨者和新西蘭政府軍隊。這場戰爭發生在東海岸地區的北島和豐盛灣之間。

## 起因
Te Kooti在島上未經審判被關押了兩年，他告訴政府，他和他的追隨者希望保持和平，只有在被追捕和攻擊時才會戰鬥。這場衝突的起因是由Te Kooti在查塔姆群島被拘禁兩年後，在那裡與近200名毛利戰俘和他們的家人一起逃脫返回新西蘭。但是，在他們返回新西蘭兩週後，Te Kooti發現自己被一支政府追捕。 Te Kooti的部隊在一次伏擊中擊潰了他們，抓住了武器，彈藥，食物和馬匹。這次伏擊是四年特库蒂游擊戰爭中的第一場戰役。